# Пуерто-Рико (жолоб)

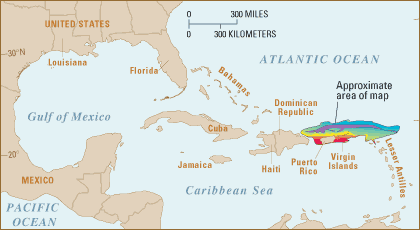
Карта розташування Пуерто-Риканської улоговини—Геологічна служба США

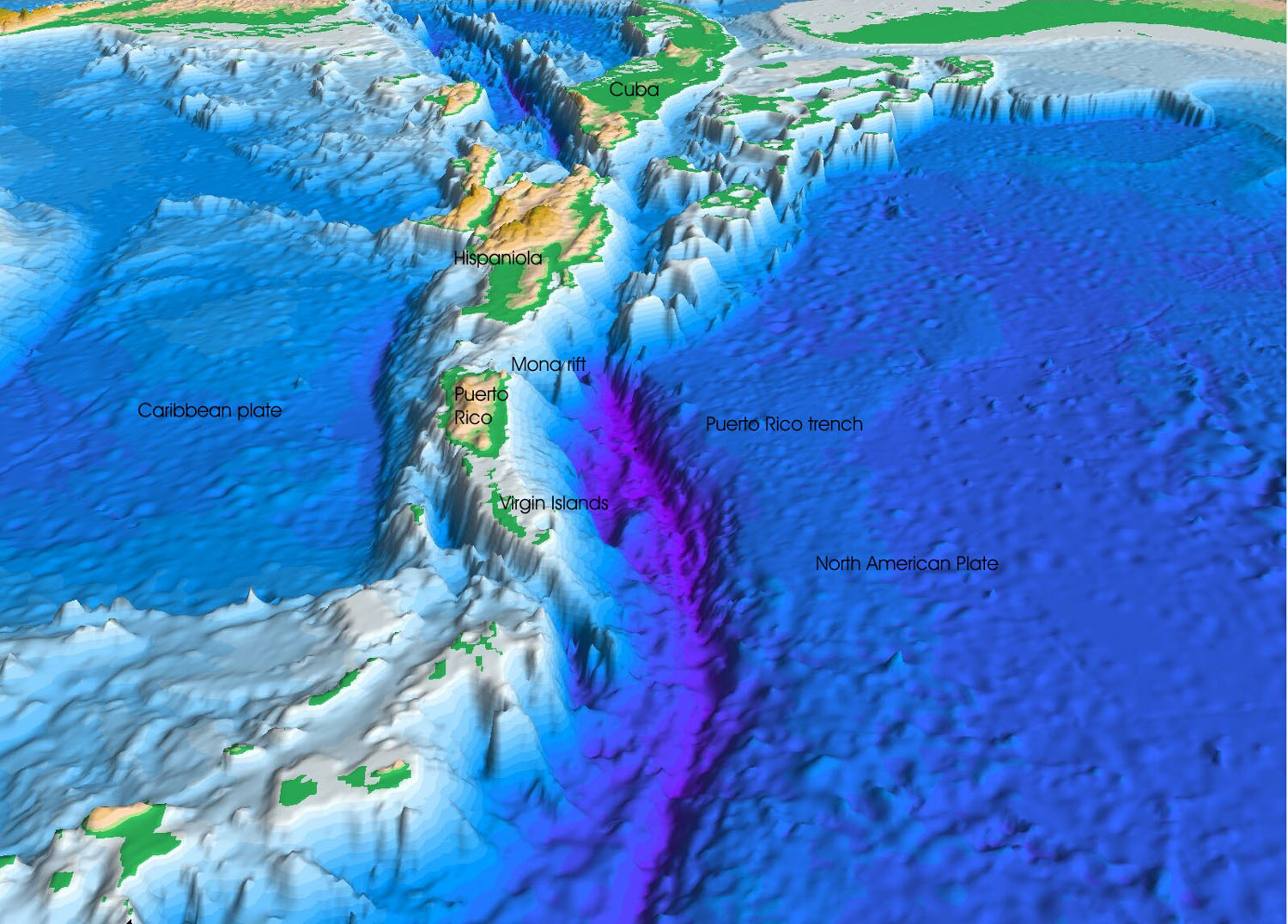
Проєкція дна Атлантичного океану і Карибського моря. Малі Антильські острови є зліва внизу проєкції Флорида справа вверху. Фіолетова ділянка в центрі схеми є Пуерто-Риканським жолобом, найглибшою частиною Карибського моря.

Улоговина Пуерто-Рико або жолоб Пуерто-Рико — глибоководний жолоб в Атлантичному океані. Розташований на межі Карибського моря і Атлантичного океану, уздовж північних схилів підводного Антильського хребта.
Довжина жолоба становить 1754 км, ширина близько 97 км. Максимальна глибина 8742 м, знаходиться на північ від острова Пуерто-Рико і є максимальною глибиною Атлантичного океану. Вперше глибина западини була визначена в 1955 році американською експедицією на судні «Віма».
Утворення жолоба пов'язано зі складним переходом між зоною субдукції з півдня вздовж острівної дуги Малих Антильських островів і зоною Трансформного розлому, що тягнеться на схід між Кубою і Іспаньйолою через жолоб Кайман до узбережжя Центральної Америки. Проведені дослідження підтвердили можливість появи значних цунамі в результаті землетрусів в цьому районі.